# Presse équestre

Hooked on Horses, un titre de presse équestre britannique.

La presse équestre est l'ensemble des organismes et publications de presse qui traitent du monde équestre. Bien que généralement rattachée à la presse sportive, la presse équestre est globalement plus large en raison de la variété d'utilisation des équidés, et peut traiter également d'élevage, de loisirs ou encore du cheval dans l'art.
L'Alliance internationale des journalistes équestres (en anglais, International alliance of equestrian journalists) a été fondée en 1966 pour aider tous les journalistes équestres à se coordonner avec la Fédération équestre internationale.

## Titres de presse équestre

### Allemands
- Araber Weltweit
- Equitrends (matériel)
- Hestur (chevaux islandais)
- Mein Pferd
- Pegasus – freizeit im sattel (loisirs)
- Pferdebetrieb (élevage)
- Reiter Revue international
- St. Georg
- Wendy (enfants)

### Américains
- Equus (art)
- Horse & Rider (en)
- The Blood-Horse (hippisme)

### Britanniques
- Hooked on Horses
- Horse & Hound (compétition)
- Horse&Rider

### Français
- Bilto (hippisme)
- Cheval Magazine (grand public)
- Cheval pratique (tests et techniques)(fusionné avec Cheval Magazine)
- Cheval Savoir (scientifique, protection et technique)
- Grand Prix magazine (compétition)
- L'Écho des poneys (jeune public)
- L'Éperon (compétition)
- Jours de Cheval
- Paris-Turf (hippisme)
- Le Cheval (compétition, élevage, régions)

### liens externes
- APEF, Association de la presse équestre française
- (en) International alliance of equestrian journalists